# Herentals
Herentals és un municipi belga de la província d'Anvers a la regió de Flandes. Està compost per les seccions de Herentals, Morkhoven i Noorderwijk. Limita al nord-oest amb Vorselaar, al nord amb Lille, al nord-est amb Kasterlee, a l'oest amb Grobbendonk i Herenthout, a l'est amb Olen, al sud-oest amb Heist-op-den-Berg i al sud-est amb Westerlo.

## Evolució de la població

### Seglexix
| Any      | 1806 | 1816 | 1830 | 1846  | 1856  | 1866  | 1876  | 1880  | 1890  |
| -------- | ---- | ---- | ---- | ----- | ----- | ----- | ----- | ----- | ----- |
| Població | 804  | 859  | 951  | 1.211 | 1.313 | 1.301 | 1.344 | 1.420 | 1.608 |
|          |      |      |      |       |       |       |       |       |       |

### Segle XX (fins a 1976)
| Any      | 1900  | 1910  | 1920   | 1930   | 1947   | 1961   | 1970   | 1976   |  |
| -------- | ----- | ----- | ------ | ------ | ------ | ------ | ------ | ------ |  |
| Població | 7.304 | 8.995 | 10.145 | 12.172 | 14.674 | 17.451 | 18.639 | 18.320 |  |
|          |       |       |        |        |        |        |        |        |  |

### 1977 ençà
| Any       | 1977   | 1980   | 1985   | 1990   | 1995   | 2000   | 2005   |
| --------- | ------ | ------ | ------ | ------ | ------ | ------ | ------ |
| Població  | 23.334 | 23.682 | 24.194 | 24.374 | 25.119 | 25.474 | 25.904 |
| Font: NIS |        |        |        |        |        |        |        |

## Agermanaments
- Cosne-Cours-sur-Loire
- IJsselstein
- Alpen

## Personatges il·lustres
- Mario Aerts, ciclista.
- Wout van Aert, ciclista.
- Daniel Willems, ciclista.